# Andrés Nieto Carmona
Andrés Nieto Carmona (Villanueva de la Serena, 28 de abril de 1901-Las Palmas de Gran Canaria, 1 de noviembre de 1976) fue un político, sindicalista y militar español durante el periodo de la Segunda República y la guerra civil española. Fue alcalde de Mérida durante el período 1931-1934, y en la Guerra civil destacó al frente de su unidad, la 87.ª Brigada Mixta, en la batalla de Teruel.

## Biografía
Nació el 28 de abril de 1901 en la localidad pacense de Villanueva de la Serena.
Factor ferroviario de profesión, trabajó para la compañía MZA. Durante la Dictadura de Primo de Rivera se integró en el sindicato ferroviario de la UGT para organizar a los obreros del ferrocarril en Mérida. Más tarde se afilió a la Agrupación Socialista de Mérida y en las elecciones municipales de 1931 resultó elegido concejal de esta ciudad por el PSOE.
Entre octubre de 1931 y junio de 1934 ejerció como Alcalde de Mérida, realizando una importante labor en la ciudad: apoyó la creación del Instituto de Higiene Rural, la Biblioteca municipal o el Parador de Turismo, y emprendió a cabo la pavimentación de buena parte de las calles de la ciudad. También destacó en el ámbito cultural, impulsando la recuperación de las ruinas romanas de Mérida. En 1931 Nieto ya había hecho una petición en este sentido al gobierno de Madrid, aunque sin mucho éxito. A pesar de todo, hacia 1933 se había logrado recuperar el teatro romano para la representación de obras teatrales, hecho que se vio eclipsado con el estreno de Medea el 18 de junio de aquel año, en el que constituyó uno de los acontecimientos culturales más señalados de la Segunda República.
En 1934 fue destituido como alcalde por el Gobierno Lerroux, aunque sería restituido en su puesto tras la victoria del Frente Popular en las elecciones de febrero de 1936.
Cuando se produjo el estallido de la Guerra civil en julio de 1936, Nieto se encontraba en Madrid, y después de la conquista franquista de Mérida ya no volvió a la ciudad. En el mes de noviembre tuvo una destacada participación en la defensa de la capital al frente de un batallón de la 3ª Brigada Mixta, actuación por la que llegó a ser propuesto para la concesión de la Placa Laureada de Madrid. En febrero de 1937 ingresó en el Cuerpo de Carabineros, donde ascendió rápidamente al grado de Teniente coronel. También estuvo al mando de la 87.ª Brigada Mixta, y posteriormente al frente de la 40.ª División. Durante la Batalla de Teruel jugó un papel destacado al dirigir a algunas de las fuerzas que asaltaron los últimos reductos rebeldes, después de que los republicanos se hubieran hecho con el control de toda la ciudad. Tras la ocupación de la ciudad, el mando republicano le nombró comandante militar de la plaza. Nieto Carmona se responsabilizó del fusilamiento de 3 sargentos, 12 cabos y 31 soldados de la 84.ª Brigada Mixta —que formaba parte de la 40.ª División— a los que se había concedido permiso tras la toma de Teruel y se insubordinaron ante la orden repentina de volver al frente, durante los llamados «sucesos de Rubielos de Mora». Posteriormente intervino con su unidad en el frente de Levante. Nieto sería ascendido a coronel al final de la guerra.
Después de la contienda se exilió en Gran Bretaña, aunque en los años 1960 volvió clandestinamente a España.